# قمری خاوری
قمری خاوری (نام علمی: Streptopelia orientalis) گونه‌ای پرنده از تیرهٔ کبوتران و راستهٔ کبوترسانان که ۳۳ سانتیمتر طول دارد و شبیه قمری معمولی اما اندکی بزرگ‌تر و تیره‌تر است. خال‌های روتنه بزرگتر و پیشانی و تاج خاکستری کمرنگ تر است که در تضاد با رنگ قهوه‌ای‌تر سر است. لکهٔ گردن بزرگتر از قمری معمولی و خطوط آن سیاه و آبی رنگ است.
این پرنده در جنگل‌های باز نزدیک کشتزارها به سر برده و تا حدودی نقاط مرطوب را می پسندد. در ایران، زمستان‌ها به‌طور اتفاقی در شرق و جنوب شرقی دیده شده‌است.
قمری خاوری کمی از قمری معمولی بزرگ‌تر و پر رنگتر است. گردن این پرنده به رنگ‌های آبی روشن و خاکستری و پشتش دارای خالهای ظریف است.

## زیستگاه
زیستگاه قمری در شهرها وروستاها و واحه‌های نزدیک روستاها است. در بوته‌زارها و درخت‌های مختلف لانه می‌سازد.
پراکندگی قمری به‌طور کلی بومی و فراوان است و در تابستانها زیادتر است. مخصوصاً در باغ‌های اطراف روستاها در موسم تخم‌گذاری. موسم جفت‌گیری و تخمگذاری از نوروز تا نیمه‌های تابستان ادامه دارد. 

## نگارخانه

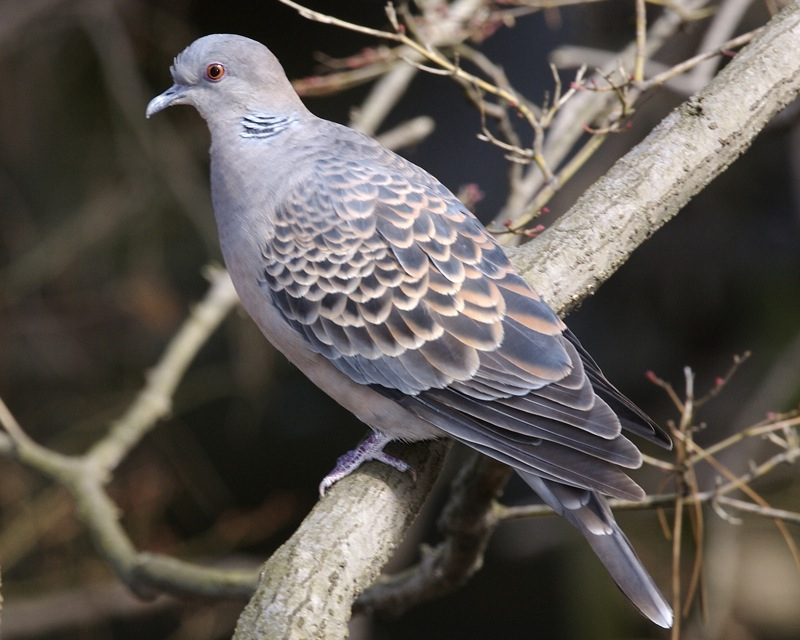
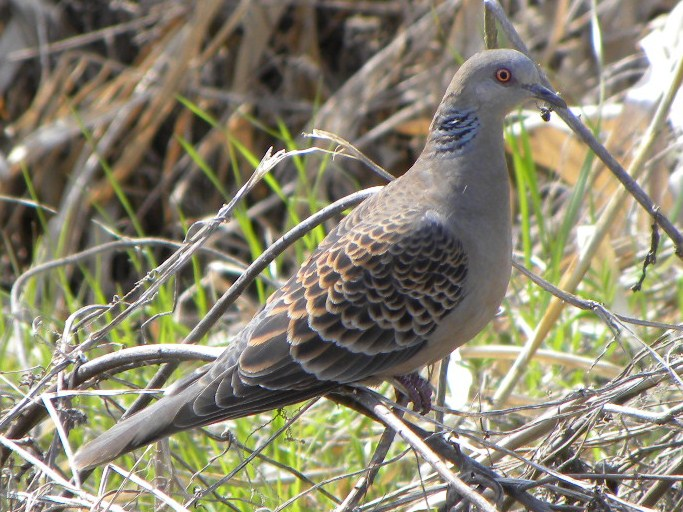
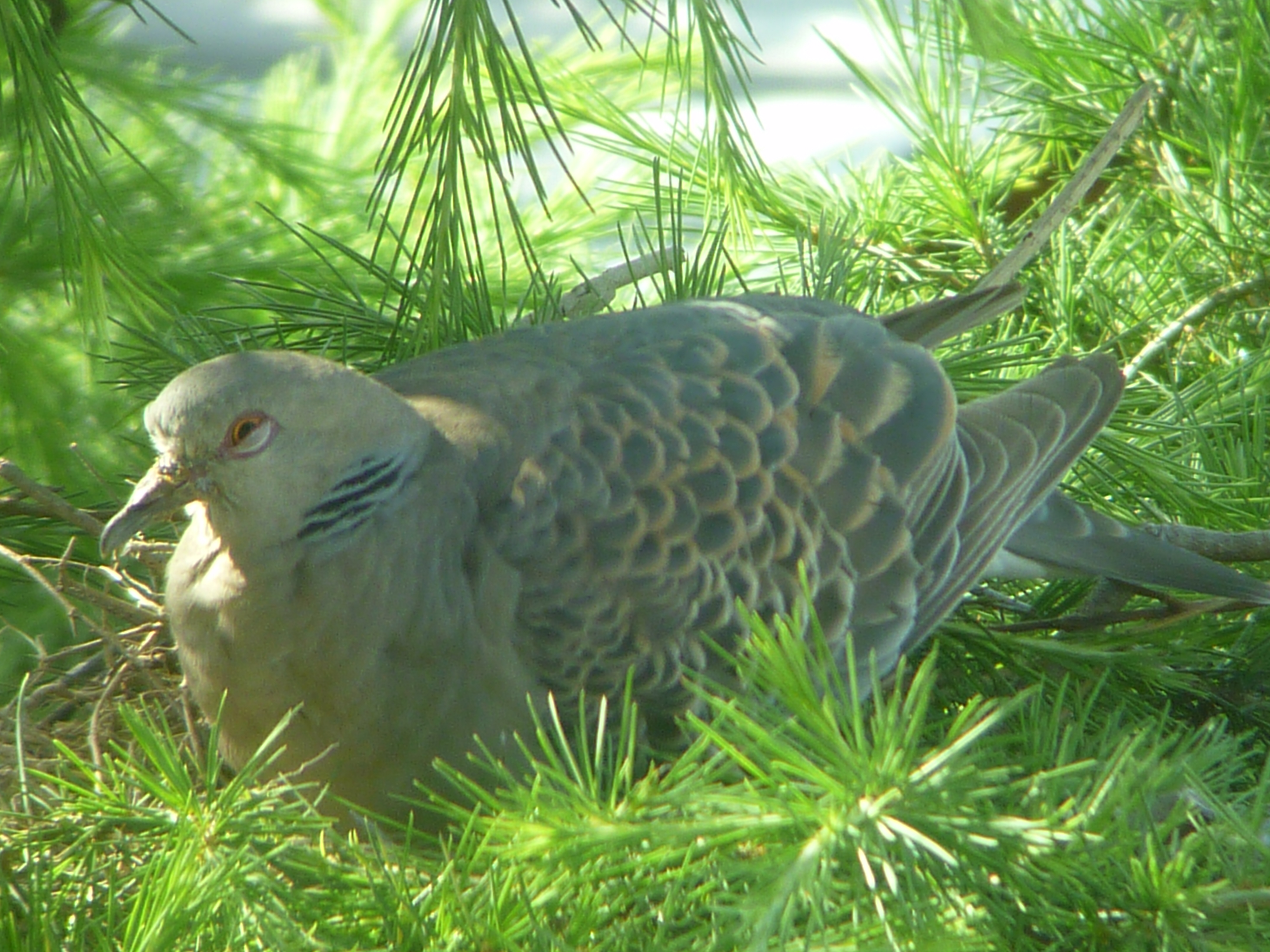
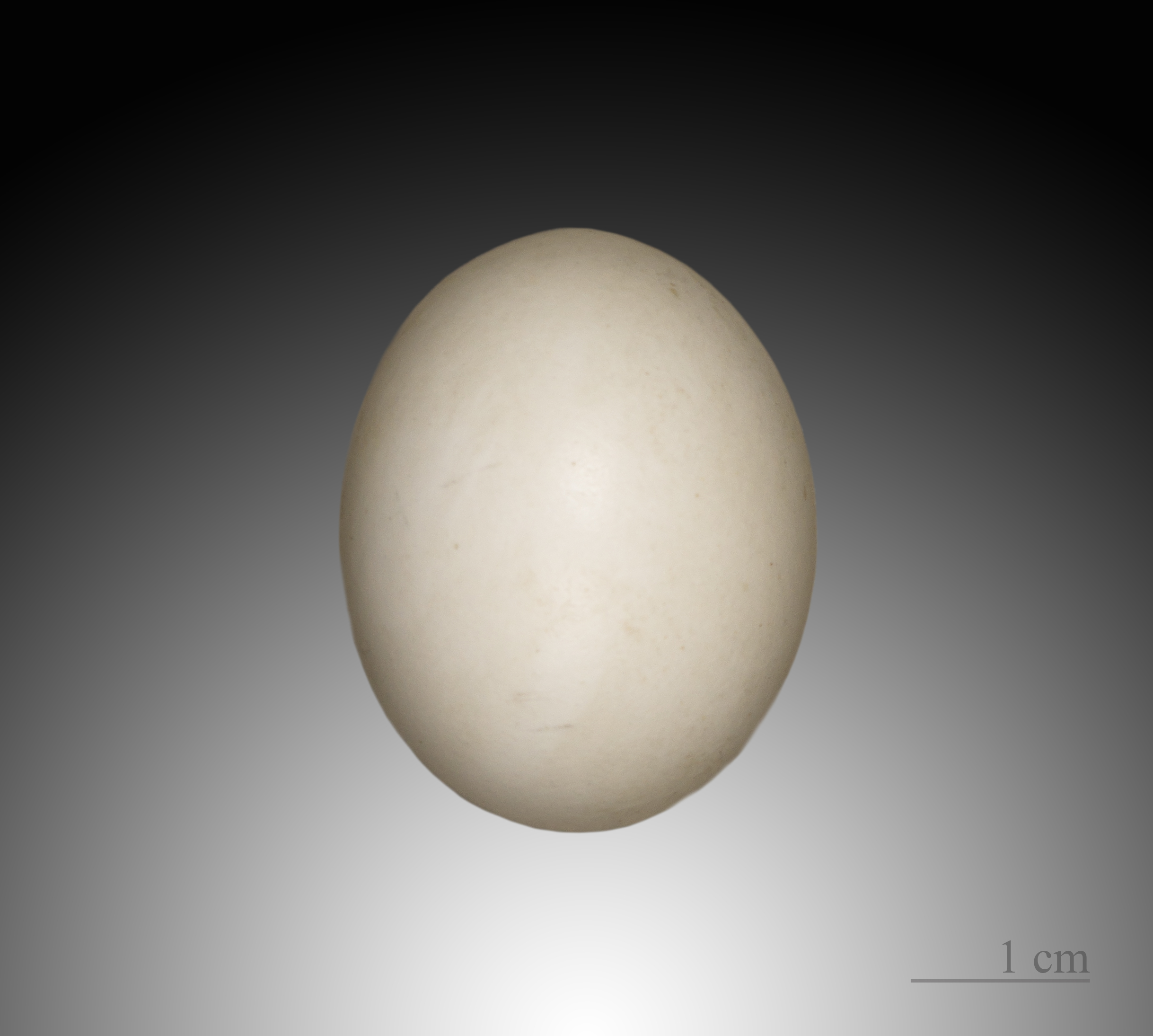

## فهرست منابع و مآخذ
- دکتر:، العلوی، هادی، «(عالم الطیور والحیوانات) »، دارالعودة، بیروت، لبنان، چاپ پنجم سال ۱۹۹۸ میلادی به (عربی).
- عطاءالله، سمیر،. (موسوعة المعلومات العامة)  . دار عطاءالله للنشر والتوزیع، بیروت، لبنان، چاپ هشتم، سال انتشار ۱۹۸۴ میلادی به (عربی).